# Biologismus
Biologismus (Begriffsbildung aus Biologie mit dem Suffix -ismus) bezeichnet die Übertragung biologischer Maßstäbe und Begriffe auf nicht oder nicht primär biologische Verhältnisse. Dazu gehören die einseitige oder exklusive Deutung dieser Verhältnisse anhand biologischer Betrachtungs- und Erklärungsmuster.
Der Ausdruck ist jedoch kein biologischer Fachbegriff. Es handelt sich stattdessen um einen Begriff der Kulturwissenschaften, der eine distanzierende Wertung der als „biologistisch“ eingeschätzten Anschauungen beinhaltet, die als einseitig, sachfremd oder übertrieben gekennzeichnet werden sollen. Er wird daher in gesellschaftlichen und wissenschaftlichen Debatten auch abwertend benutzt und kaum als Selbstbezeichnung derartiger Weltanschauungen. Als Selbstzuschreibung bevorzugen die Vertreter entsprechender Anschauungen stattdessen oft den Begriff Naturalismus.
Ob und inwieweit eine Weltanschauung „biologistisch“ ist, ist zwischen Anhängern und Gegnern solcher Positionen dementsprechend häufig umstritten.

## Begriff und Verwendung
Der Begriff wurde um 1911 von dem Philosophen Heinrich Rickert in den kulturwissenschaftlichen Diskurs eingeführt und wird bis heute verwendet, vor allem um bestimmte Erklärungsmodelle der Soziologie, Kulturanthropologie, Geschichtsschreibung und Rechtswissenschaft des ausgehenden 19. und beginnenden 20. Jahrhunderts zu beschreiben, die vom Darwinismus ausgehend – aber anders als Darwin selbst oder engere Nachfolger wie T. H. Huxley – Prinzipien der biologischen Evolution zu allgemeinen ethischen oder historischen Maximen umdeuteten.
Von Biologismus spricht man, wenn versucht wird, menschliche Phänomene und Sachverhalte (etwa individuelle oder kollektive Verhaltensweisen, gesellschaftliche Zustände oder politische Zusammenhänge) vorrangig oder allein durch biologische Tatsachen, Theorien und Modelle zu erklären. Die in der Biologie ermittelten Gesetzmäßigkeiten werden dabei als einheitliche Gesetze der realen Welt verallgemeinert und zu einer Art „Weltprinzip“ erhoben. Biologismus wird daher auch als biologischer Reduktionismus definiert, der alle relevanten sozialen oder kulturellen Phänomene auf biologische Grundtatsachen zurückführe. Historisch wurden biologistische Ansätze einerseits durch Übertragung biologischer Konzepte auf die Sozial- und Kulturwissenschaften, andererseits durch die Ausdehnung der Biologie auf die physikalischen Wissenschaften zur Geltung gebracht. Bekannte Vertreter als biologistisch eingeordneter Denkmodelle sind der Zoologe Ernst Haeckel und der Naturphilosoph Adolf Meyer-Abich – Letzterer ist einer der wenigen Vertreter, die ihre Thesen selbst als „biologistisch“ bezeichneten.
Zahlreiche sozialdarwinistische und völkische Theorien sind stark biologistisch bestimmt. Innerhalb der Biologie und der Medizin waren biologistische Sichtweisen besonders in der erbbiologischen Eugenik der Jahre zwischen 1900 und 1920 einflussreich. Biologistische Erklärungsmodelle und Interventionskonzepte gab es zu dieser Zeit nicht nur im bürgerlich-akademischen Milieu, wo sie oft mit rassistischen Vorstellungen verbunden waren, sondern sie wurden ergänzend zu ökonomisch-materialistischen Theorien auch von Teilen der Arbeiterbewegung verwendet, um beispielsweise die Verelendung des Proletariats mithilfe der Idee erblicher Keimschädigungen infolge misslicher sozialer Umstände zu erklären. Auch die moderne Soziobiologie kann einseitig biologistische Züge annehmen, wenn sie biologische Verhältnisse nicht nur als Vorbedingungen soziokulturellen Handelns zu ergründen sucht, sondern die Eigenständigkeit und Eigendynamik soziokultureller Phänomene dabei außer Acht lässt. Seit den 1970er und 1980er Jahren spielt für Deutungen, die als biologistisch eingeordnet werden, verstärkt die Rückführung der neueren Evolutionsbiologie auf genetische und neurophysiologische Grundlagen eine Rolle. Bisweilen werden aber auch allgemein szientistische oder naturwissenschaftlich-reduktionistische Anschauungen dem Biologismus zugeordnet, etwa die auch von Teilen der Wissenschaft vertretene Vorstellung, Psychisches lasse sich erschöpfend aus der Biologie erklären und psychische Phänomene basierten ausschließlich auf dieser Grundlage. Von manchen Kritikern wird auch der Versuch, bestimmte Verhaltensweisen im Tierreich auf menschliche Gesellschaften zu übertragen oder menschliche Moral- und Wertvorstellung damit zu relativieren, als Biologismus bezeichnet.

## Einordnung
Weil der Mensch Teil der belebten Natur ist, sind sein Wesen und sein Verhalten auch Forschungsgegenstand der Biologie. Deren Erkenntnisse werden folglich als Beitrag zum fachübergreifenden Forschungsfeld der Humanwissenschaften verstanden. Dass psychische und soziale Phänomene auf einem biologischen Hintergrund beruhen, wird von Kritikern des Biologismus nicht bestritten. Mit dem Begriff Biologismus wird jedoch versucht, einem alleinigen Erklärungsanspruch der Biologie Grenzen zu setzen, zum Beispiel durch wissenschaftstheoretische Kritik. Dadurch wird zugleich die Eigenständigkeit einer sozial- und geisteswissenschaftlichen Methodik sowie eines ethischen Diskurses gegenüber der Biologie verteidigt. Außerdem sollen mit der Kritik die weltanschaulichen, politischen und gesellschaftlichen Folgen betont werden, die aus einer unzureichend reflektierten, einseitig biologischen Betrachtungsweise erwachsen können.
Der Biologismus kann politisch instrumentalisiert werden, wenn beispielsweise soziale Unterschiede als unveränderlich beschrieben werden und dabei von der problematischen Erkenntnissituation des rein naturwissenschaftlichen Beobachters ausgegangen wird. Denn auch dessen fachwissenschaftliche Forschungen gehen letztlich von einer – notwendigerweise unvollständigen, nur teilweisen – Beobachtung eines bestimmten gesellschaftlichen Zustandes in einem spezifischen (zeitlichen) Zusammenhang aus. Hierzu steht im Widerspruch, dass auf dieser Grundlage allgemeine, abstrakte Gesetzmäßigkeiten hergeleitet werden sollen, die ein biologistisches Weltbild stützen können. Darüber hinaus sind auch die dazu eingesetzten Methoden und Fragestellungen, die das Ergebnis maßgeblich beeinflussen können, zeit- und kulturabhängig, obgleich für das Forschungsergebnis überzeitliche Gültigkeit beansprucht wird. Ein solches Vorgehen ist jedoch aus diesen und weiteren Gründen erkenntnistheoretisch problematisch.

## Gesellschaftliche Wirkungsweise
Viele politische Strömungen (u. a. der Nationalsozialismus und der Faschismus) haben biologistische Erklärungsmodelle für ihre Zwecke instrumentalisiert, indem sie zum Beispiel angebliche oder tatsächliche Verhaltensweisen unter Tieren zur Rechtfertigung sozialer Ungleichheit, Ausbeutung und Mord verwendeten. Diskriminierungen gehen häufig einher mit einer Argumentationsweise, der drei Funktionen zukommen:
- Unterscheidung: Der Unterschied zwischen der diskriminierenden und der diskriminierten Gruppe wird durch vermeintlich biologisch gegebene, also angeborene Merkmale festgeschrieben.
- Unveränderbarkeit: Dieser Unterschied wird als angeboren und unveränderbar behauptet, die Möglichkeit einer diesbezüglichen Veränderung wird verneint.
- Rechtfertigung: Ein tatsächlich gegebenes oder behauptetes Faktum der Natur wird zur Rechtfertigung bestimmter gesellschaftlicher Verhältnisse benutzt.

Biologismus wird in diesem Zusammenhang als besondere Spielart der Ontologisierung und des Essentialismus gedeutet. Der Versuch, im Rahmen des Biologismus aus den Verhältnissen in der Natur („Sein“) Werte für die menschliche Gesellschaft abzuleiten („Sollen“), wird in der modernen Ethik überwiegend als naturalistischer Fehlschluss (naturalistic fallacy) eingestuft.

## Erscheinungsformen und Beispiele
Folgende Positionen werden unter anderem als Erscheinungsformen des Biologismus genannt:
- der Malthusianismus mit seiner speziellen Deutung der Bevölkerungsentwicklung.[11]
- der Sozialdarwinismus, der das Darwinsche Prinzip der natürlichen Auslese im „Kampf ums Dasein“ zum Bewegungs- und Entwicklungsgesetz auch des menschlichen Gesellschaftslebens erklärt, wobei die Bereitschaft zum Führen von Kriegen häufig als immanenter Wesenszug des Menschen gedeutet wird; hierunter fallen auch geopolitische Ansätze, die die Beziehungen zwischen den Staaten und Völkern als „Kampf um Lebensraum“ (siehe z. B. Karl Haushofer) interpretieren.
- die moderne Soziobiologie und Evolutionäre Psychologie, soweit sie psychologische und gesellschaftliche Phänomene ausschließlich oder ganz überwiegend auf der Grundlage genetischer Faktoren erklärt.[3][12][13]

Auch soziale Erklärungsmodelle werden häufig als biologistisch bezeichnet, so etwa:
- auf dem Gebiet der Genderforschung durch Kritik an Verweisen auf biologische Verschiedenheiten zwischen den Geschlechtern. Aus diesen Verschiedenheiten würden vermeintlich unabdingbare gesellschaftlich-kulturelle Konsequenzen gezogen, wodurch sexistische Auslegungen entstehen.[14][15][16]
- rassistisches Gedankengut, typischerweise in Form der Unterscheidung zwischen „höher-“ und „minderwertigeren“ Menschenrassen.[17]
- in der Kriminologie das Werk Cesare Lombrosos, das kriminelles Verhalten ausschließlich als Folge von Vererbung betrachtet („Verbrechergen“).[3]
- die Auffassung von Edward O. Wilson in seiner Soziobiologie, dass psychologische Phänomene oder sogar ethische Bewertungen (nur) anhand der zugrundeliegenden biologischen Mechanismen auf der Ebene der Zelle erklärt werden könnten.[18]
- Aussagen des Evolutionsbiologen Ulrich Kutschera, der die Geisteswissenschaften als bloße „Verbalwissenschaften“ ansieht, die im Gegensatz zur Biologie keine eigenständige wissenschaftliche Leistung bringen würden, weil sie sich nicht mit „real existierenden Dingen“ befassen würden.[19] Zugespitzt formulierte Kutschera in Auseinandersetzung mit einer wissenschaftsgeschichtlichen Studie: „Nichts in den Geisteswissenschaften ergibt Sinn, außer im Lichte der Biologie“.